# Liste der Baudenkmäler im Bonner Ortsteil Auerberg
Die folgende Liste enthält in der Denkmalliste ausgewiesene Baudenkmäler auf dem Gebiet des Bonner Ortsteils Auerberg im Stadtbezirk Bonn.
Hinweis: Die Reihenfolge der Denkmäler in dieser Liste orientiert sich an den Straßennamen und ist alternativ nach Hausnummern, Denkmallistennummer oder Bezeichnung sortierbar.
Basis ist die offizielle Denkmalliste der Stadt Bonn (Stand: 15. Januar 2021), die von der Unteren Denkmalbehörde geführt wird. Grundlage für die Aufnahme in die Denkmalliste ist das Denkmalschutzgesetz Nordrhein-Westfalens.
| Bild           | Bezeichnung                                                | Lage                              | Beschreibung                                                         | Bauzeit         | Eingetragen seit | Denkmal- nummer |
| -------------- | ---------------------------------------------------------- | --------------------------------- | -------------------------------------------------------------------- | --------------- | ---------------- | --------------- |
| weitere Bilder | Ruine der alten Windmühle                                  | An der Rheindorfer Burg (6) Karte | Sockel der 1899 stillgelegten Turmwindmühle (bis 1831 Bockwindmühle) |                 |                  | A 220           |
| weitere Bilder | „Heiligenhäuschen Auerberg“                                | Buschdorfer Kirchweg Karte        |                                                                      | 1952/1953       |                  | A 1782          |
| weitere Bilder | Preußischer Meilenstein                                    | Kölnstraße/Engländerweg Karte     |                                                                      | 19. Jahrhundert |                  | A 242           |
| weitere Bilder | Klosteranlage mit Kapelle „St. Joseph auf der Höhe“        | Kölnstraße 415 Karte              | Architekt: Heinrich Wiethase                                         | 1883–1887       |                  | A 212           |
| weitere Bilder | Nordfriedhof einschließlich Kapelle und Verwaltungsgebäude | Kölnstraße 481 Karte              |                                                                      | 1884 ff.        | 1985             | A 841           |
|                | Bonner Bannstein von 1775                                  | Saarbrückener Straße              |                                                                      | 1775            |                  | A 256           |